# La domenica del villaggio
La domenica del villaggio è stato un programma televisivo turistico itinerante, andato in onda la domenica mattina su Rete 4 dal 1996 al 2004, e su Canale 5 nella primavera del 2005.

## Il programma
Il programma è stato ideato da Vittorio Giovanelli, scritto da Guido Clericetti ed Elisabetta Girolami, e condotto da Davide Mengacci con Rosita Celentano dal 1996 al 1999. Dalla stagione 1999/2000 alla stagione 2003/2004 al fianco di Mengacci è subentrata Mara Carfagna. Nell'autunno del 2004 il programma cambia leggermente formula e titolo, diventando Domenica in viaggio. L'esperimento, che vede al fianco del conduttore Barbara Gubellini, dura poche settimane. Nella primavera del 2005 il programma torna con lo storico titolo su Canale5 con la conduzione del riconfermato Mengacci e di Maddalena Corvaglia. In ogni puntata (della durata di circa due ore) veniva presentato un piccolo paese italiano attraverso i suoi personaggi, la sua storia e le ricette tipiche, cucinate in diretta dal conduttore. Alle ore 10.00, ovvero prima o durante il programma, andava in onda la Santa Messa, in diretta quasi sempre dal paese in questione. Qualche puntata è stata realizzata fuori dall'Italia, in particolare a Malta, in località quali La Valletta e Marsa Scirocco. Dalla trasmissione sono nati lo speciale La festa del villaggio, in onda il 9 settembre 1997 per lanciare la nuova edizione del programma, e gli spin off Fatto in Casa, in onda subito dopo la messa nella stagione 1996/1997, e Il sabato del villaggio, in onda al sabato in fascia preserale nella stagione 2000/2001. La sigla di testa era una versione strumentale de La banda di Mina, arrangiata da Valeriano Chiaravalle.